# سیارک ۲۵۲۵
سیارک ۲۵۲۵ (به انگلیسی: 2525 O'Steen، نامگذاری:1981VG) دو هزار و پانصد و بیست و پنجمین سیارک کشف شده‌است که در ۲ نوامبر ۱۹۸۱ کشف شد.
قدر مطلق سیارک برابر ۱۰٫۵۰ است.